# Béthancourt-en-Valois
Béthancourt-en-Valois è un comune francese di 263 abitanti situato nel dipartimento dell'Oise, della regione dell'Alta Francia.

## Società

### Evoluzione demografica
Abitanti censiti